# ایسائو ایوابوچی
ایسائو ایوابوچی (به انگلیسی: Isao Iwabuchi) بازیکن فوتبال اهل ژاپن و عضو تیم ملی فوتبال ژاپن بود که در تاریخ ۰۵ ژانویه ۱۹۵۵ میلادی اولین بازی ملی‌اش را انجام داد. او در ۸ بازی ملی حضور داشت و آخرین بازی ملی خود را در تاریخ ۲۸ مه ۱۹۵۸ میلادی انجام داد. ایسائو ایوابوچی در بازی‌های ملی‌اش
۲ گل به ثمر رساند.